# Fuli
Fuli (富里鄉S, Fùlǐ XiāngP) è un comune di Taiwan, situato nella provincia di Taiwan e nella contea di Hualien.